# Hewitt (Minnesota)
Pour les articles homonymes, voir Hewitt.
Hewitt est une ville américaine située dans le Comté de Todd, dans le Minnesota. Selon le recensement de 2010, sa population est de 266 habitants.